# レクサス・LX

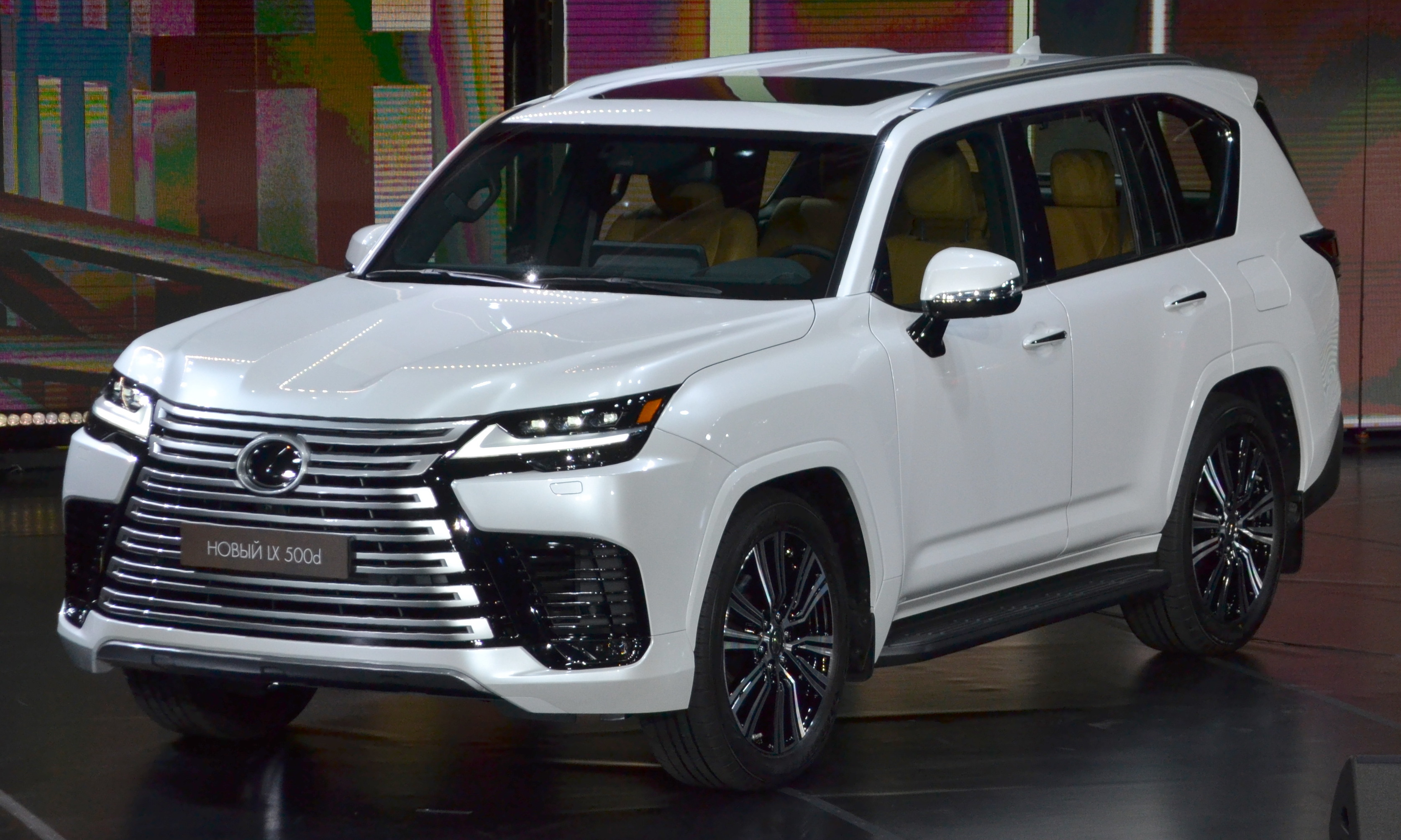
LX500d

LX（エルエックス、Lexus LX）は、トヨタ自動車が展開する高級車ブランド「レクサス」が販売するフラッグシップSUVである。

## 概要
トヨタブランド（トヨタ店）として販売されている「ランドクルーザー」の姉妹車にあたり、初代モデルから3代目の途中まで北米を中心とした海外市場専用モデルとなっていったが、2015年に実施された2度目のマイナーチェンジに伴い、2015年8月から日本国内でも販売されることとなった。
日本では、LXの2代目モデルに相当する車種が、ランドクルーザーの上級グレード「ランドクルーザーシグナス」としてトヨタブランドから販売されていた。
ランドクルーザー譲りの強靭なラダーフレームを持ち、高級SUVの中では数少ない高度なオフロード走行性能を併せ持つモデルである。また、2代目・3代目はV型8気筒（2代目は4.7L、3代目は5.7L）エンジンとフルタイムAWDの組み合わせとなっていたが、4代目では排気量のダウンサイジングに伴い、V型6気筒ターボ（3.5 L）とフルタイムAWDの組み合わせとなった。

## 初代「LX450」（1996年-1997年）FZJ80
1996年、レクサス初のプレミアムSUVとして主に北米で発売された。トヨタ「ランドクルーザー（80系）」をベースに、フロントグリル、ヘッドライト、フロントバンパー、アロイホイールをLX専用のデザインとし、本革シートに木目パネルの装備や高品位の塗装などで、より上級の仕上げとしたものである。背面スペアタイヤの設定は無い。
エンジンは直列6気筒 4,500cc の1FZ-FE型、足回りは4輪コイルリジッドと、ランドクルーザー80系と共通である。トランスミッションは乗用車系のアイシンAW（現・アイシン）製A343F型・4速ATで、これも北米向けランドクルーザー80系と同様であるが、日本国内を含め、他の仕向地向けのランドクルーザー80系に搭載されているライトトラック用のアイシン精機（現・アイシン）製A442F型・4速ATに比べ、許容トルクや耐久性の面では下回るが、変速ショックや騒音が少なく、重量も40kg程度軽い。
駆動方式はセンターデフ式のフルタイムAWDのみで、ランドクルーザー80系のフルタイム式HF2A型トランスファーに、ABSの動作を制限しないよう、ビスカスカップリングLSDが追加されたHF2AV型（Vはビスカスカップリング付きを表す）となっている。このトランスファーは2速（Hi 1.000、Lo 2.488）の副変速機も兼ねており、1輪への過大なトルクの集中を防ぐため、ローレンジでは強制的に直結となる。HF2AVは、ABSを装備する同時期のランドクルーザー80系にも採用されている。
生産はアラコ（現・トヨタ車体吉原工場）で、ボディーメーカーが生産を担当した初めてのレクサス車となった。
当時の北米市場ではレクサス車はまだあまり注目されておらず、LX450は走りの機能も内外装の仕様もランドクルーザー80系との差別性が乏しく、フォードのリンカーン・ナビゲーターやGMのキャデラック・エスカレードなど、他のプレミアムSUVの存在の前ではとても陰の薄い存在だった。その後、ランドクルーザー100系をベースとしたLX470となって成功を収めた。
しかしながら現在、中途半端とも言えたLX450の希少性に注目され、台数は少ないながら日本国内に逆輸入された個体も存在する。今も高い人気のランドクルーザー80系同様に、オフロード性能アップやハイライダー化へのサスペンションチューニングが容易で、パーツも揃っていることで一定の人気がある。
- LX450：1FZ-FE 直列6気筒 4.5L DOHC ガソリンエンジン

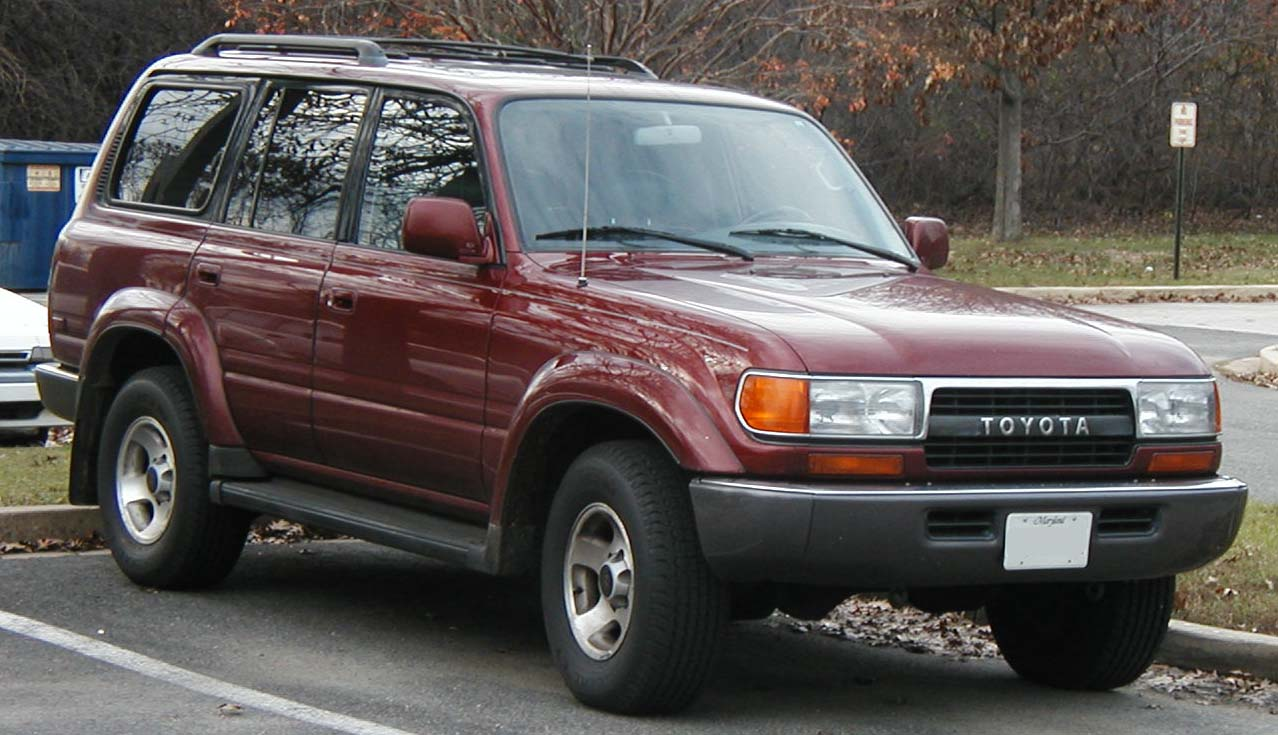
トヨタ・ランドクルーザー80系

## 2代目「LX470」（1998年-2007年）UZJ100
1998年、トヨタ「ランドクルーザー」のモデルチェンジに伴いLXも2代目モデルへ移行。エンジンはレクサスのフラグシップである「LS」のV型8気筒（1UZ-FE型）をベースに排気量拡大・耐久性向上を図った4.7Lの2UZ-FE型を搭載する。ヘッドライトは異型4灯式となり、フロントマスクは「GS（2代目モデル）」を思わせる意匠となった。インテリアでは本木目パネル、パワーシートなどを新たに装備したほか、ステップ灯や室内灯にLEDを大幅に採用、近赤外線ランプを用いた暗視カメラなど、レクサスの最高級SUVに相応しい上級装備をふんだんに搭載する。
生産は先代に続き、アラコ（現・トヨタ車体）吉原工場が担当する。
シートの縫製や、パネルのチリ、塗装などの各面において極めて品質の高い自動車であり、市場調査会社JDパワーによる初期品質調査では、2000年・2002年・2004年に、それぞれ高級SUV部門のトップとなっている。また、2005年には、購入後3年間の評価による自動車信頼度調査でも、高級SUVのベストに認定された。
2002年8月にマイナーチェンジ。トヨタ自動車製の車種として初めて「可変レシオステアリング」（VGRS）と、ナイトビジョンを採用し、ATを4速から5速（5 Super ECT）へ変更した。その他、イモビライザーと盗難防止アラームの搭載、フロントグリルの意匠変更、インテリアの改良などが行われた。
2006年にもマイナーチェンジ。エンジンが改良され、230psから275psへと出力が向上。リアコンビネーションランプをバルブからLEDへ変更。その他、フロントグリルやホイールのデザインを変更。
- LX470：V型8気筒4.7L DOHCエンジン 2UZ-FE

### ランドクルーザーシグナス

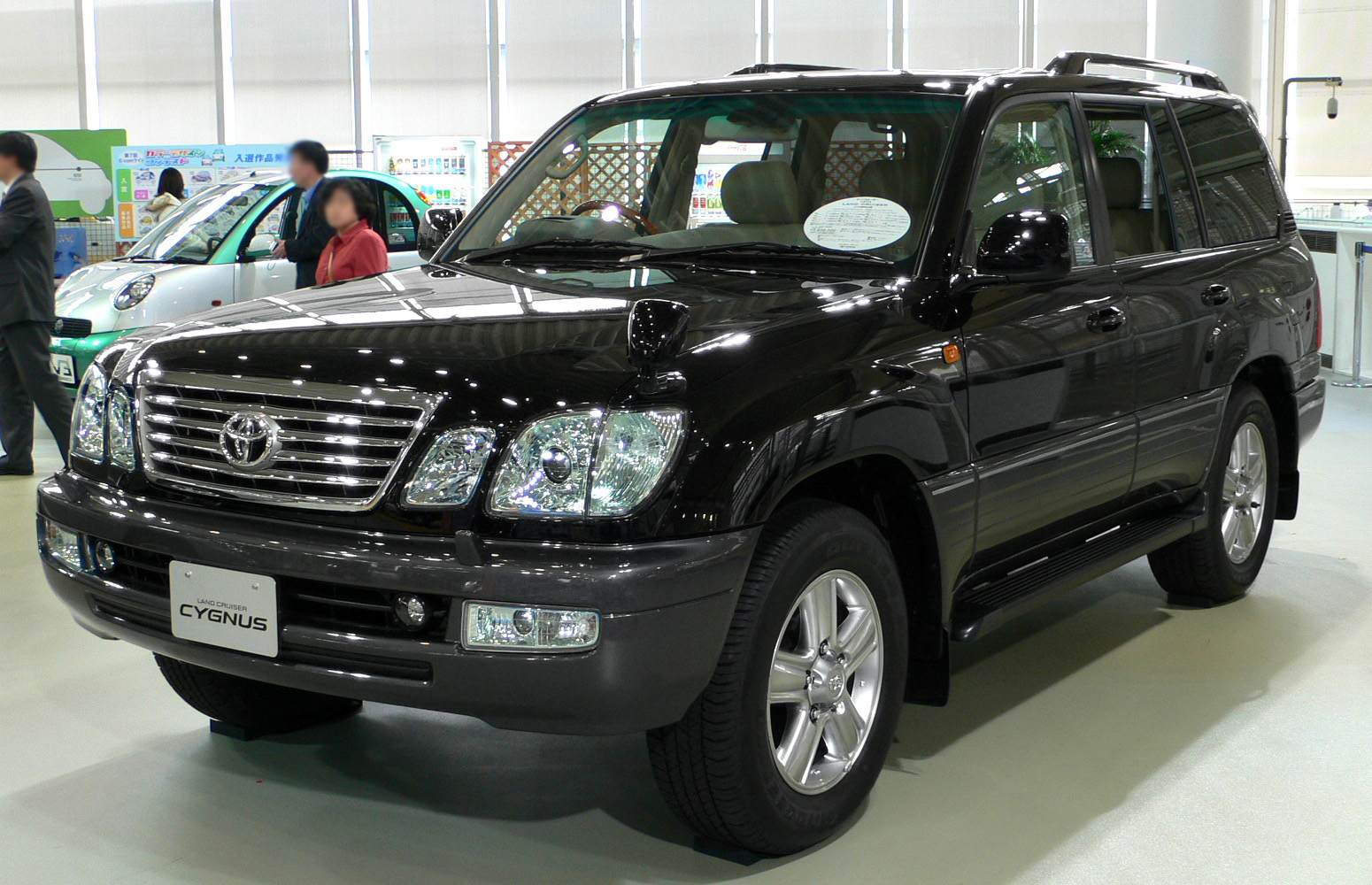
トヨタ・ランドクルーザーシグナス

日本では、2代目LXに相当するモデルがトヨタブランドから「ランドクルーザーシグナス」の名称で発売されていた。LXとは以下の相違点がある。
- エンブレムなど車両内外で、LXでは「LEXUS」と表記されている箇所がランドクルーザーシグナスでは全て「TOYOTA」に改められている。フロント・リアやステアリングに装着されるエンブレムのほか、ウインドウのMナンバー、フューエルリッドのコーションラベル、シートベルトのタグなど。
- ATの違い。LXはアイシンAW（現・アイシン）製の乗用車用、ランドクルーザーシグナスはアイシン精機（現・アイシン）製のSUV / ライトトラック用を搭載する。
- 塗装色の選択肢の違い。「ギャラクティックグレイマイカ」「サンドダラーパール」などはLXのみの設定。
- その他、パネルのチリや塗装などの各面において、レクサス車たるLXの方がより高水準の品質管理に基づき製造される。
- 日本国内仕様として要求される技術仕様変更
  - 車幅灯のワット数やサイドマーカーの有無。
  - 日本の道路運送車両保安基準を満たすため、ランドクルーザーシグナスではサイドアンダーミラーが装着される。
  - ドアミラーの曲率の違い。

## 3代目「LX570」（2007年-2022年）URJ200
2007年、3代目「LX570」へモデルチェンジ。車名が表す通り、V型8気筒エンジンは新開発の5.7L自然吸気 3UR-FE型へ換装された。同年4月のニューヨーク国際オートショーで発表され、同年アメリカ合衆国で発売。販売価格は73,800ドル（当時の為替レートで約775万円）。これは、競合する高級SUVである「メルセデス・ベンツ・GLクラス」（GL550）より3,000ドル程度安価であり、「キャデラック・エスカレード」よりは18,000ドル程度高価である。
中国では、2008年1月より販売が開始された。同地での販売価格は129万8000元（約1,900万円）である。同年にはカナダでも販売が開始された。オーストラリアやインドネシアなどの左側通行の国においては、右ハンドル仕様のものが販売されている。
2012年にはマイナーチェンジされ、フロントマスクがレクサスの新デザインアイコン「スピンドルグリル」に改められた。

### 年表（日本仕様）

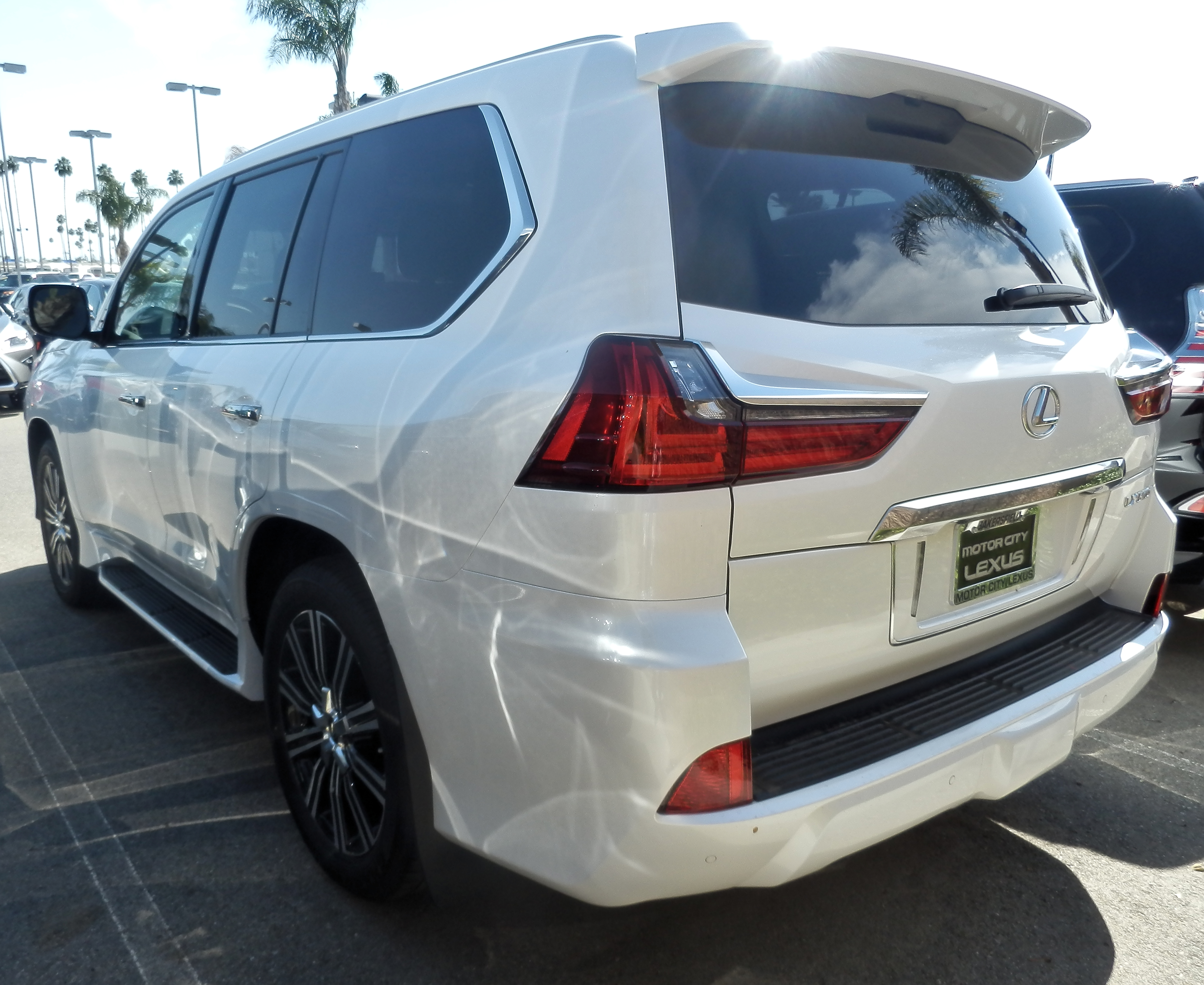
2015年改良型 リア
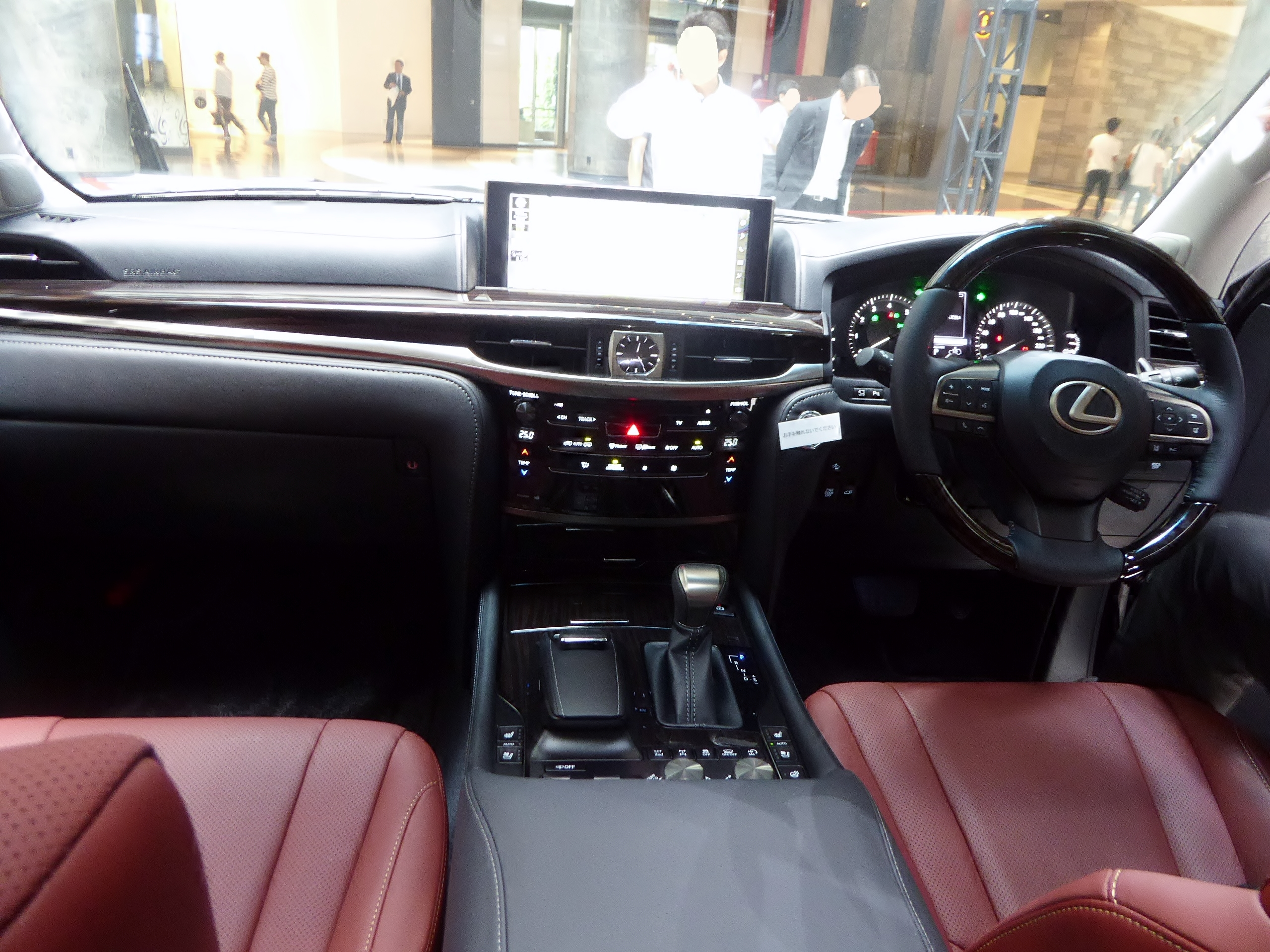
2015年改良型 インテリア

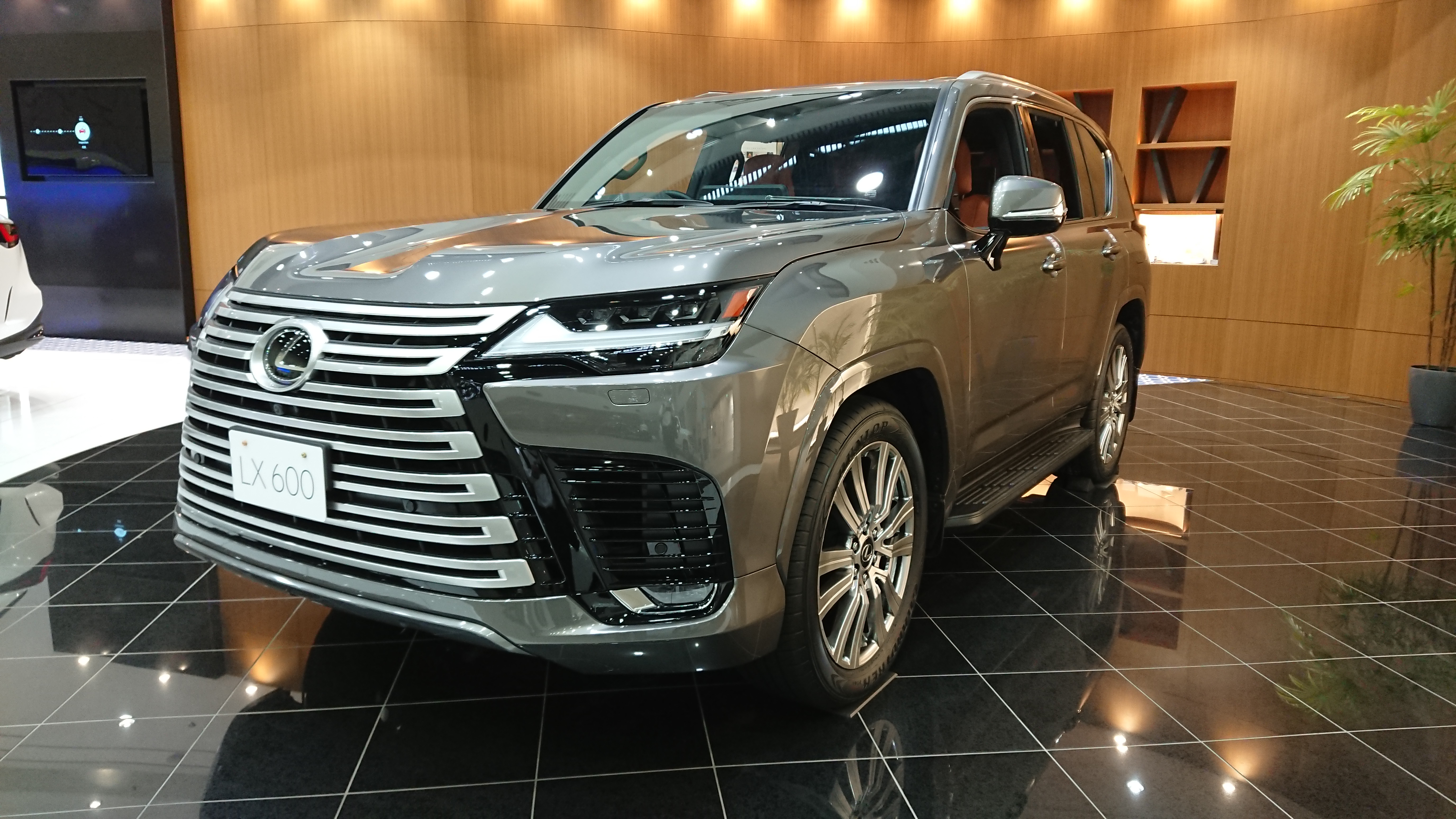
LX600"Executive" (フロント)
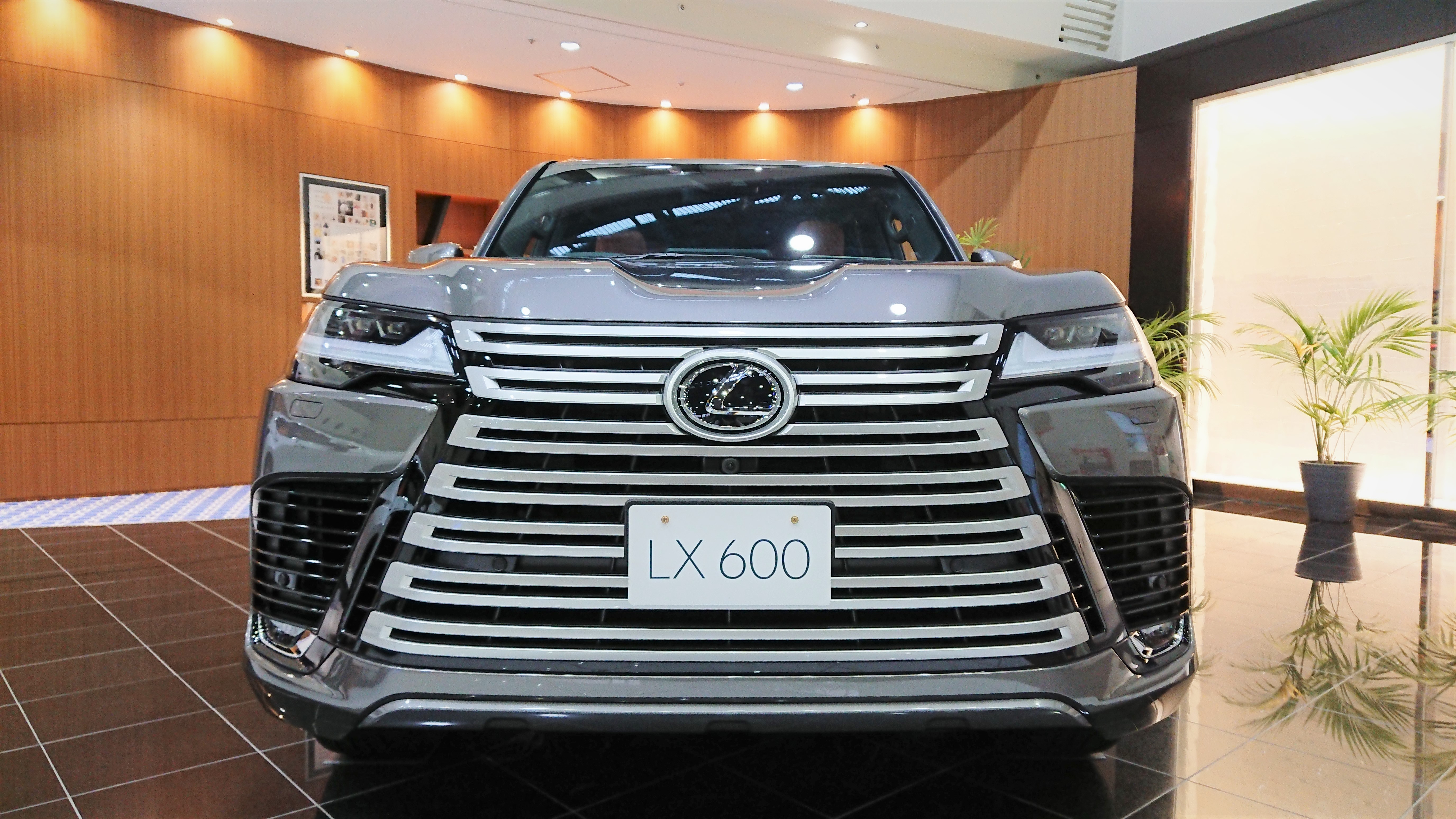
LX600"Executive" (正面)
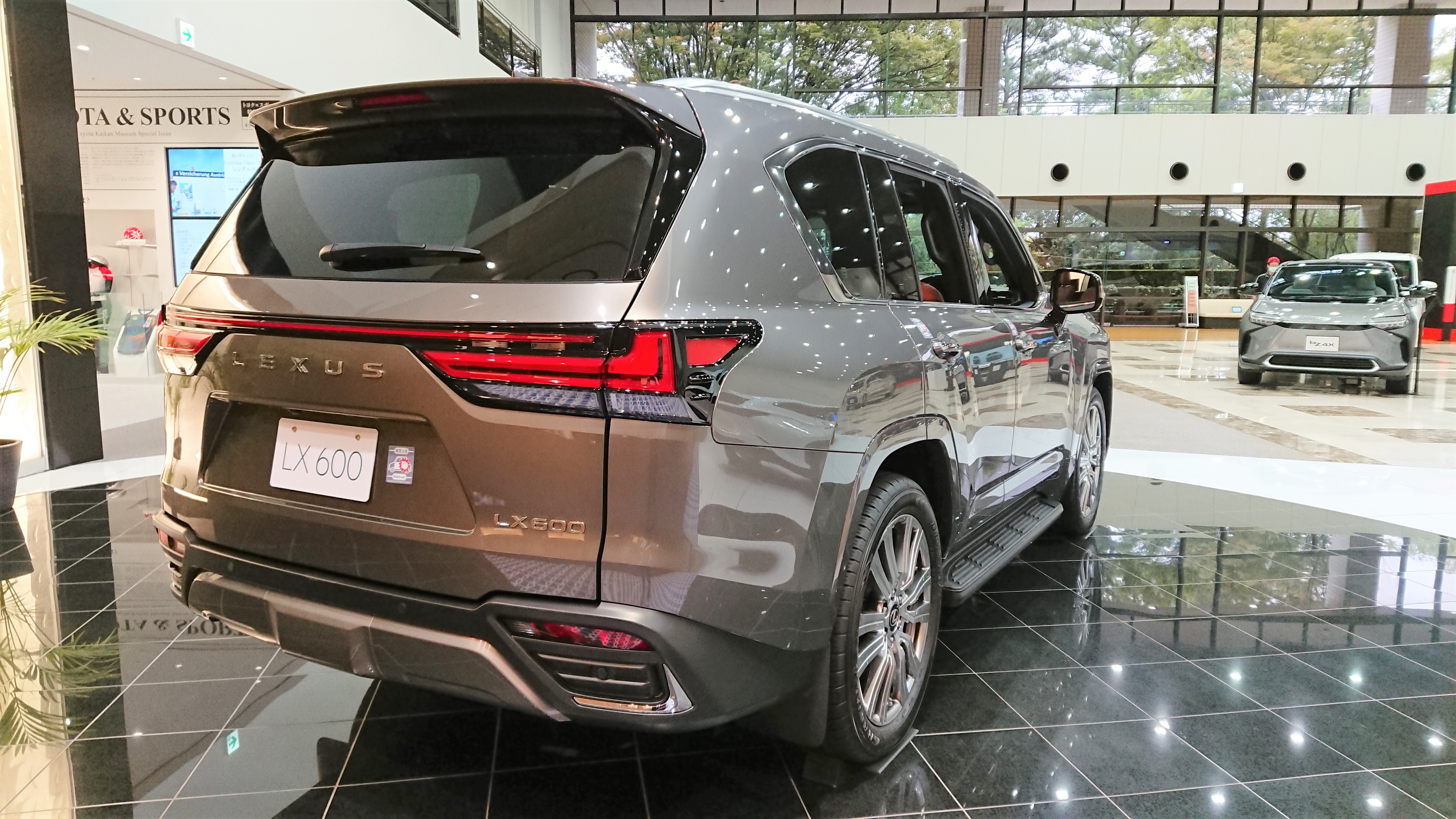
LX600"Executive" (リア)
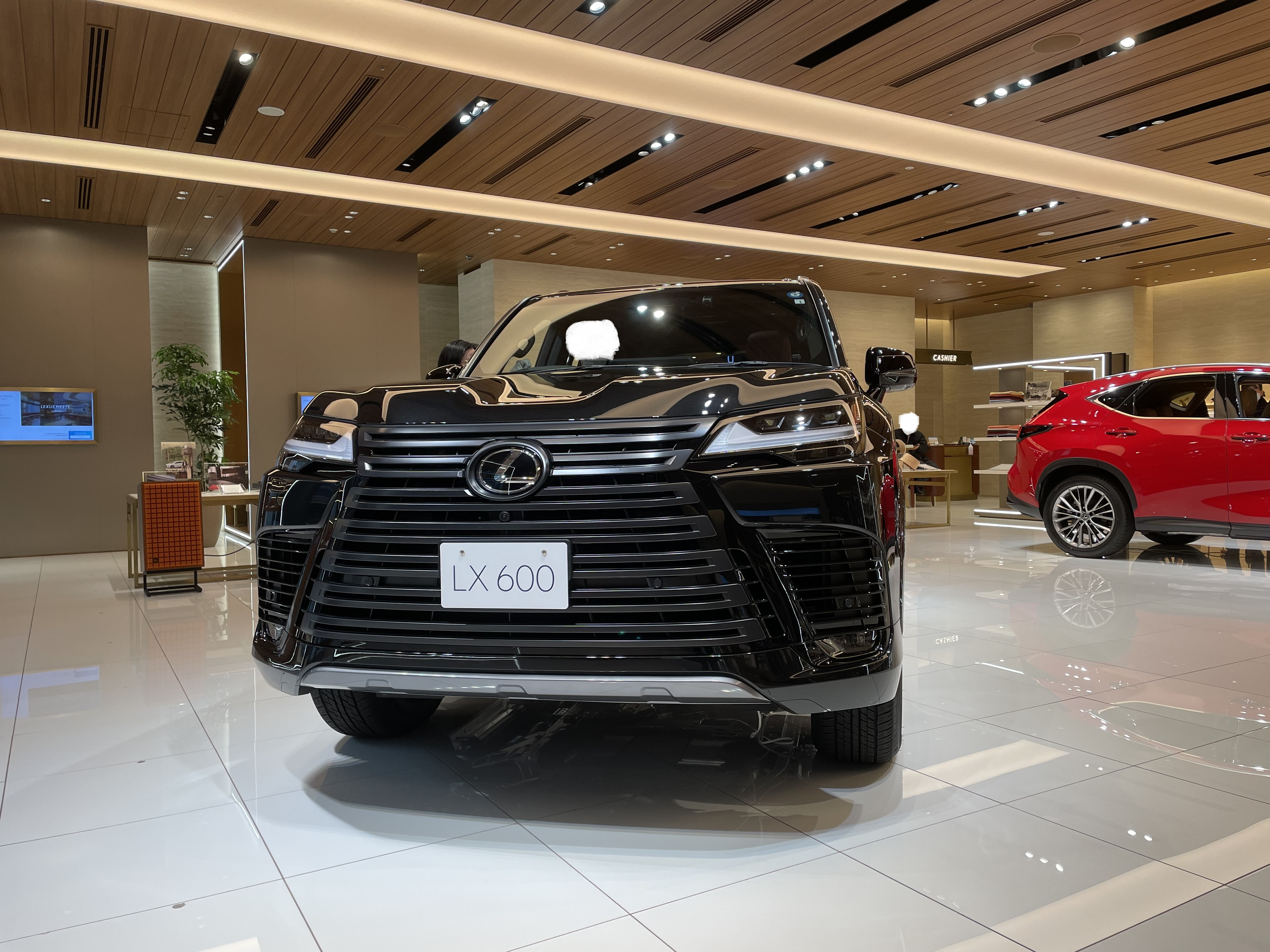
LX600"Offroad" (フロント) レクサスミーツで撮影
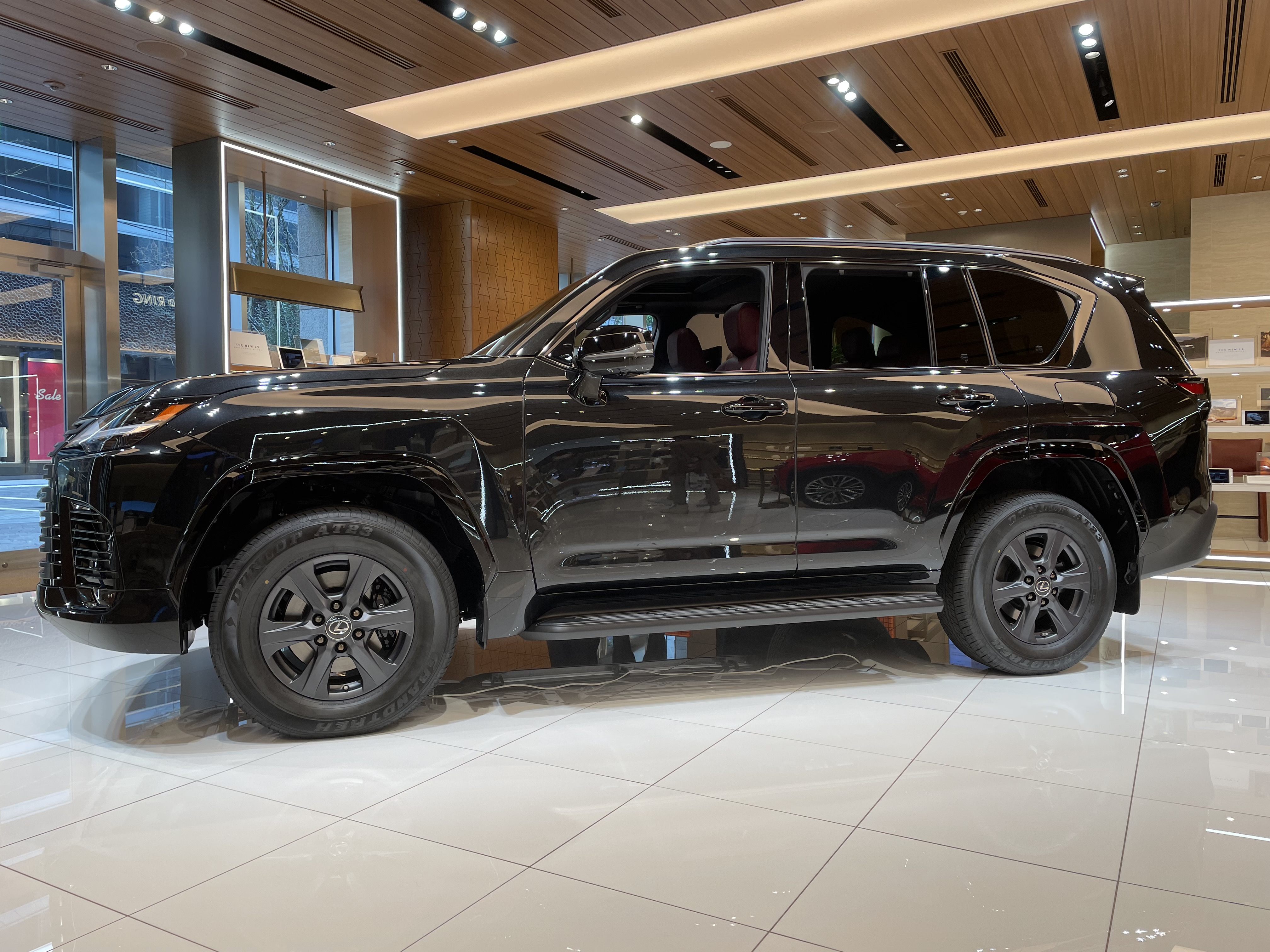
LX600"Offroad" (サイド) レクサスミーツで撮影
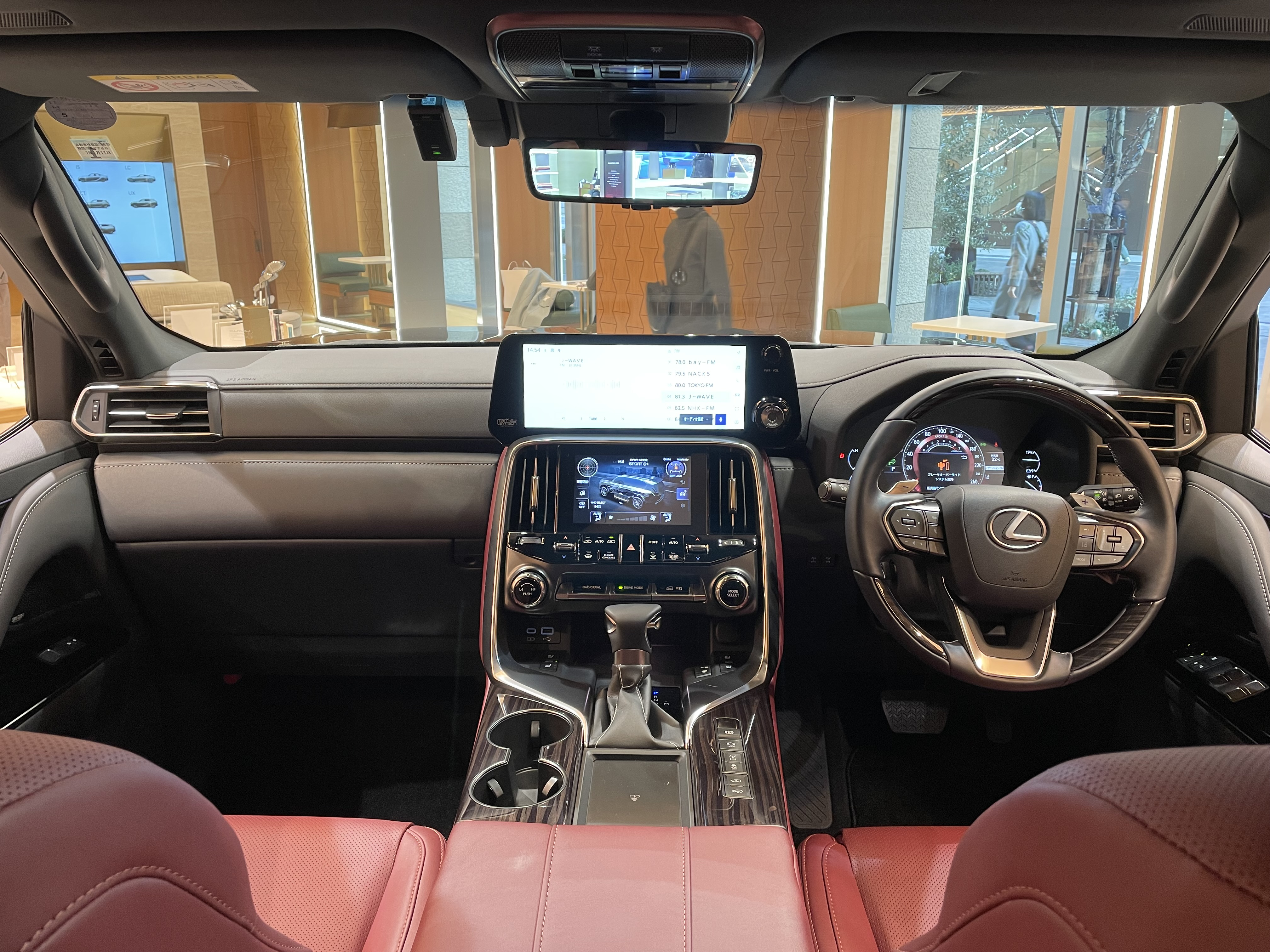
LX600"Offroad" (内装) レクサスミーツで撮影

2015年8月20日
同日、日本市場への導入を発表。（9月14日発売）
2度目のマイナーチェンジの実施に併せ、レクサスSUVラインアップのフラッグシップモデルとして日本でも発売することとなった。日本国内仕様は、V型8気筒5.7Lエンジンを搭載する「LX570」のみの設定。
エクステリアは、レクサスを象徴するスピンドルグリルに加え、三連フルLEDヘッドランプ（ロー・ハイビーム）を採用するなど、最新のレクサス車に通ずる意匠とした。また、ターンシグナルが流れるように点灯し、右左折時の注意喚起を高めると共に先進性を演出する「LEDシーケンシャルターンランプ」をレクサスでは初採用。また、タイヤ/ホイールは、285/50R20 112Hタイヤ＆20インチアルミホイール (切削光輝)を標準装備とし、275/50R21 110Hタイヤ＆21インチアルミホイール (切削光輝)をメーカーオプションで用意した。
インテリアは、金属、革、本木目と異なる素材のコントラストを際立たせる意匠としたほか、水平基調のインストルメントパネルにより、車両の姿勢状態を容易に把握できるなど、本格SUVとしての基本性能も確保している。
エンジンは、V型8気筒5.7L「3UR-FE」型を搭載。トランミッションはスーパーインテリジェント8速AT（8 Super ECT）を組み合わせている。
CUSTOMIZEモード搭載の「ドライブモードセレクト」をレクサスとして初採用。CUSTOMIZEモード選択時には、パワートレイン、シャシー、空調の各制御の組み合わせを自由に選択でき、よりドライバーの嗜好に応じた走行モードを実現する。
ドライブモードセレクトスイッチに対応し、様々な状況下で車高調整を自動制御する「4-Wheel AHC」＆「AVS」を搭載。「4-Wheel AHC」は、レクサス初採用となる「乗降モード」使用時には、エンジンを切ると車高を下げ、乗降性に配慮。また、走行状態に応じて減衰力を自動制御する「AVS」は、車体のあおりを制御し、乗り心地と操縦安定性を両立させている。
オフロード走行をサポートする機能として、アクセルやブレーキ操作することなくステアリング操作のみで極低速走行が可能な「クロールコントロール」や、トラクションやブレーキを最適制御しAWD性能を高める「マルチテレインセレクト」を採用した。また、車両周囲の状況確認を4つのカメラでサポートする「マルチテレインモニター」を設定。ドライバーの死角になりやすい車両周囲6エリアの路面状況が確認でき、オフロードのみならずオンロードにおいても、狭い道での走行や路肩への幅寄せをサポート。さらに、オフロード走行時の車両下の状態やタイヤ位置の確認が可能となるアンダーフロアビューもレクサスとして初採用した。
安全装備では、予防安全パッケージ「Lexus Safety System +」を、日本で販売するレクサス車では初採用。プリクラッシュセーフティシステム（歩行者検知機能付衝突回避支援タイプ）、車線逸脱の可能性を運転者に知らせるレーンディパーチャーアラート［LDA］（ステアリング制御機能付）、先行車や対向車を遮光し、ハイビームを照射するアダプティブハイビームシステム［AHS］、高速道路で先行車との車間距離を適切に保ちながら追従走行ができるレーダークルーズコントロール（全車速追従機能付）をパッケージ化し、安全運転支援の強化を図った。
また、ドアミラーでは確認しにくい隣接する車線の後側方エリアに存在る車両に加え、隣接する車線の最大約60m後方までモニターし急接近する車両の検知も可能なブラインドスポットモニター［BSM］、駐車場での後退時に左右後方から接近してくる車両をBSMのレーダーにより検知し、ドライバーに注意喚起するリヤクロストラフィックアラート［RCTA］、ブレーキ時にタイヤロックを防ぐABS機能に加え、オフロードにおいても制動性能を確保するマルチテレインABS（電子制動力配分制御付）＆ブレーキアシストなども標準装備とした。
「レクサス クライメイト コンシェルジュ」では、オートエアコン、ステアリングヒーター、運転席・助手席・セカンドシートのシートヒーター・シートベンチレーションの各機能を一括して連動・作動させるクライメイトコンシェルジュスイッチを世界初搭載（2015年8月時点）。さらに、助手席とセカンドシートにおいては、着座乗員の有無を検知し、各機能を自動的に作動または停止させることが可能とした。
レクサス初採用となる「VICS WIDE」対応により、渋滞情報の精度を高めるなど利便性を向上させた新型ナビゲーションシステムに、12.3インチワイドディスプレイを採用。また、リヤシートエンターテインメントシステムをメーカーオプション設定とし、高精細11.6インチディスプレイをフロントシートのシートバックに2台設置した。
ボディカラーは、「ホワイトパールクリスタルシャイン」、「マーキュリーグレーマイカ」、「ソニックチタニウム」、「ブラック」、「スターライトブラックガラスフレーク」、「スリークエクリュメタリック」、「ディープブルーマイカ」の全7色を設定。
インテリアカラーは、「アイボリー」、「ブラック」、「サンフレアブラウン」、「メローホワイト」、「ガーネット」の5色を設定。シートマテリアルは「セミアリニン本革」のみとなる。また、オーナメントパネルは「ウォールナット（ダークブラウン）」を標準設定としたほか、「縞杢（アガチス/ダークブラウン）」をメーカーオプションで用意した。
2017年8月3日
一部改良。
従来から設定されている3列シート・7人乗り仕様に加え、新たに「2列シート・5人乗り仕様」を新設定した。
ボディカラーは「ホワイトパールクリスタルシャイン」に替わり「ソニッククォーツ」を設定し全7色としたほか、18インチと21インチのアルミホイールの意匠を変更した。
装備面ではトレーラーなどを牽引するトレーラーヒッチを装着するためのヒッチメンバー、ドアミラー足元照明、「ナノイー」などを標準装備した。
2018年8月23日
特別仕様車「Black Sequence」を設定。
「Black Sequence」は、2018年3月末時点においてレクサスブランドの日本国内累計販売台数が50万台を達成したことを記念した特別仕様車。
エクステリアでは、スピンドルグリル（専用ブラック塗装）＆フレーム（専用漆黒メッキ）、リヤランプガーニッシュ （専用漆黒メッキ）、ライセンスガーニッシュ (専用カラード) ＆バックドアガーニッシュ (専用漆黒メッキ)、三眼フルLEDヘッドランプ (ロー・ハイビーム) / LEDフロントフォグランプ＆LEDコーナリングランプ（専用クリアブラック）、LEDリヤコンビネーションランプ (テール・ストップ)（専用クリアブラック）を採用。また、オート電動格納式ドアミラーをブラック塗装に変更したほか、ベースモデルではメーカーオプション設定となる275/50R21タイヤ＆21インチアルミホイール (切削光輝)を特別装備とした。
ボディカラーは「ソニッククォーツ」、「「ブラック」、「スターライトブラックガラスフレーク」の3色を設定。
インテリアでは、ルーフとピラーの色をブラックに変更。また、セミアニリン本革シートとドアトリムに専用ダイヤモンドステッチを施したほか、オーナメントパネルに、専用縞杢［ブラック］を採用した。また、その他の特別装備として、「LX」の文字を投影するドアカーテシランプを標準装備とした。
- 2015年改良型 リア
- 2015年改良型 インテリア

## 4代目「LX600/700h」（2022年- ）VJA310W/VJH310W

### 年表（日本仕様）
2021年10月14日
日本時間の午前1時30分より、レクサスのYouTube公式チャンネルにてワールドプレミア。同時に、レクサス公式サイト上でも概要が発表された。
2022年1月12日
日本仕様車が初のフルモデルチェンジを発表し、同日より発売された。
プラットフォームにレクサスで初となるGA-Fプラットフォームが採用され、ラダーフレーム構造を刷新。溶接技術の最新化によりフレームが軽量且つ高剛性化された。ボディは高張力鋼板の採用範囲の拡大やボンネット・ルーフ・ドアパネルをアルミニウム化。さらにはパワートレーンの搭載位置を後方に70mm・下方に28mm移動したことで、3代目に比べて約200kgの大幅な軽量化と低重心化、前後重量配分の改善が図られた。
パワートレインはエンジンの排気量を3.5Lにダウンサイジングし、ターボ化により出力・トルクともに向上したV35A-FTS型に換装。トランスミッションは10速化によりギアステップのクロス化や全体のギアレンジのワイドレシオ化を実現し、発進時を除くほぼ全域でロックアップを作動する「Direct Shift-10AT」へ変更された。
パワーステアリングは油圧式からモーターと減速機を用いた電動タイプへ変更され、ブレーキペダルの操作量をセンサーで検出して最適な制動力を油圧ブレーキにより創出する電子制御ブレーキシステムが採用された。
フロントデザインは7組のフローティングバーで立体形状をつくり、フレームレス化された新たなスピンドルグリルが採用され、ヘッドランプはL字形状のクリアランスランプ（デイタイムランニングランプ機能付）を立体形状にするとともに、インナーレンズを二重化してそれぞれに異なる段差が設けられた。リアデザインは2代目NXで導入された「L E X U S」のバラ文字ロゴとなり、リアコンビネーションランプのテールランプはL字形状と一文字を組み合わせたデザインとなった。
タイヤ・アルミホイールはレクサスで最大径となる22インチが新たに設定され、アルミホイールはブラックと切削光輝を組み合わせたデザインとなっている。
レクサスで初となる指紋認証スタートスイッチが採用され、スマートキーを携帯してブレーキを踏みながらスタートスイッチ中央の指紋センサーにタッチすることで車両に登録された指紋情報と照合を行い、指紋情報が一致しなければエンジンが始動しない機構となっている。
ラインナップは標準仕様となるLX600を軸に、後席空間の拡充と寛ぎに重点が置かれた4人仕様の"EXECUTIVE"、フロント・センター・リアの3つのディファレンシャルロックを装備し、扁平率が高い18インチタイヤを採用。ホイールをマットグレー塗装、ホイールアーチモールをブラック塗装、フロントグリルを黒光輝塗装とした専用デザインを採用した"OFFROAD"が設定された。
このモデル以降、ほかの次世代LEXUS車（第1弾のNXや第3弾のRX等）と同様に紙カタログはギャラリーのStyles、グレードや装備・スペックのみ掲載しているSelections、簡易的な掲載のLexus Dealer Optionの3部構成になり、その他の詳細などはホームページで見る形式になった。
2022年7月1日
日本を含む世界各国から生産能力を大幅に上まわる受注を受けているため、トヨタは一旦注文を停止することを公式サイトにて発表した。
2025年3月6日
一部改良並びに歴代初のハイブリッドモデルとなるLX700hの追加設定が発表された（3月24日発売）。
一部改良では走行性能において、ラジエータサポート廻りの剛性向上・キャブマウントクッションの構造刷新・AVSアクチュエータ部のバルブ構造見直しが行われ、メーターを12.3インチ大型フル液晶に変更。「Lexus Safety System +」は最新化され、プロアクティブドライビングアシストを追加。また、従来の"OFFROAD"に代わり、スピンドルグリルを黒光輝塗装に、アルミホイールをマットグレー塗装にそれぞれ変え、外観パーツを黒やダーク系色でコーディネート。ボディカラーと内装色に専用色（ボディカラー:ムーンデザート、内装色:モノリス）を設定し、ディファレンシャルロック（フロント・センター・リア）を追加装備した"OVERTRAIL+"が追加設定された。
LX700hはLX600と同じエンジンとトランスミッションの間にクラッチを有する「モータージェネレーター」を配置したパラレルハイブリッドシステムが採用され、これまでレクサス車には装備されなかったオルタネータとスタータが装備され、万が一ハイブリッドシステムが停止した場合でもスタータでエンジン始動が可能、オルタネータで発電した電力を12V補器バッテリーへ供給することでエンジンのみでの退避走行が可能となった。エンジン車と同等の渡河性能を確保するため、ハイブリッドメインバッテリーを上下に分割した防水トレイでパッキングした防水構造が採用された。GA-Fプラットフォームはハイブリッドモデル用に最適化され、専用クロスメンバーの新設・リアエンジンマウントの材質変更・スペアタイヤ位置変更に伴うスペアタイヤクロスの新設が行われ、12V補器バッテリーはガソリンモデルのエンジンルーム内からリアのデッキ横に移動し、専用の金属トレイとバッテリーブレースが追加された。
また、同日に松山英樹の米ツアー通算10勝を記念した5月発売予定の特別仕様車「HIDEKI MATSUYAMA EDITION」を抽選予約受付開始。限定は10台で、同日から2025年3月20日までの受付となる。LX700hをベースに、松山が本車の企画に参加し、ボディカラーにはアメリカでのチーム松山の移動をサポートするLXと同色のマンガンラスターを採用。インテリアはホワイトを基調にイエローステッチを施し、米ツアー10勝目を決めた大会最終日のウェアと同じカラーリングになっている。また、それ以外の特別装備としてブラック塗装鍛造アルミホイール、マークレビンソンリファレンス3Dサラウンドサウンドシステム、松山のサインを刻印した専用プレート等を追加した。また、購入者には米ツアー10勝記念のレプリカキャリーバッグが付帯する。
- LX600"Executive"
(フロント)
- LX600"Executive"
(正面)
- LX600"Executive"
(リア)
- LX600"Offroad"
(フロント)
レクサスミーツで撮影
- LX600"Offroad"
(サイド)
レクサスミーツで撮影
- LX600"Offroad"
(内装)
レクサスミーツで撮影